# Big Sandy (Tennessee)
Big Sandy es un pueblo ubicado en el condado de Benton en el estado estadounidense de Tennessee. En el Censo de 2010 tenía una población de 557 habitantes y una densidad poblacional de 303,33 personas por km².

## Geografía
Big Sandy se encuentra ubicado en las coordenadas 36°13′57″N 88°5′8″O / 36.23250, -88.08556. Según la Oficina del Censo de los Estados Unidos, Big Sandy tiene una superficie total de 1.84 km², de la cual 1.84 km² corresponden a tierra firme y (0%) 0 km² es agua.

## Demografía
Según el censo de 2010, había 557 personas residiendo en Big Sandy. La densidad de población era de 303,33 hab./km². De los 557 habitantes, Big Sandy estaba compuesto por el 98.2% blancos, el 0% eran afroamericanos, el 0.9% eran amerindios, el 0.18% eran asiáticos, el 0% eran isleños del Pacífico, el 0% eran de otras razas y el 0.72% pertenecían a dos o más razas. Del total de la población el 0.18% eran hispanos o latinos de cualquier raza.